# Kuckesberg
Kuckesberg ist eine Hofschaft in der bergischen Großstadt Solingen. Am Kuckesberg befindet sich eines der beiden Kinderheime der Stadt Solingen.

## Lage und Beschreibung
Kuckesberg liegt im Norden des Stadtteils Ohligs nördlich der S-Bahnstrecke zwischen Düsseldorf und Solingen-Hauptbahnhof nahe der Stadtgrenze zu Haan, die in diesem Bereich durch den Verlauf der Itter gebildet wird. Etwas flussabwärts, vorbei am ehemaligen Kuckesberger Kotten, befindet sich bei Maubeshaus das Klärwerk Ohligs sowie die Mündung des Lochbachs in die Itter. Die nur wenige Häuser zählende Hofschaft Kuckesberg liegt auf einer kleinen Anhöhe über der Itter. Der Ort ist über den Kuckesberger Weg von Wilzhaus und Maubes aus zu erreichen. 
Benachbarte Orte sind bzw. waren (von Nord nach West): Buschenhausen, Brucherkotten (auf Haaner Stadtgebiet), Caspersbroich, Monhof, Wilzhaus, Maubes, Schnittert, Keusenhof, Broßhauser Mühle, Maubeshaus (auf Solinger Stadtgebiet) sowie Laibach und Hülsberg (erneut auf Haaner Stadtgebiet).

## Geschichte
Die Hofschaft Kuckesberg lässt sich bis in das 17. Jahrhundert zurückverfolgen, als im Jahre 1660 ein Heinrich Koll zu Kokesberg erstmals urkundlich erwähnt wird. Im Jahre 1715 ist der Ort in der Karte Topographia Ducatus Montani, Blatt Amt Solingen, von Erich Philipp Ploennies mit einer Hofstelle verzeichnet und als Cuculsberg benannt. Der Ort gehörte zur Honschaft Schnittert innerhalb des Amtes Solingen. Die Topographische Aufnahme der Rheinlande von 1824 verzeichnet den Ort als Kukesberg und die Preußische Uraufnahme von 1844 als Kukusberg. In der Topographischen Karte des Regierungsbezirks Düsseldorf von 1871 ist der Ort auch als Kuckesberg verzeichnet, ebenso in der Preußischen Neuaufnahme von 1893.
Nach Gründung der Mairien und späteren Bürgermeistereien Anfang des 19. Jahrhunderts gehörte Kuckesberg zur Bürgermeisterei Merscheid, die 1856 zur Stadt erhoben und im Jahre 1891 in Ohligs umbenannt wurde. 
1815/16 lebten 30, im Jahr 1830 36 Menschen im als Weiler bezeichneten Wohnplatz. 1832 war der Ort weiterhin Teil der Honschaft Schnittert innerhalb der Bürgermeisterei Merscheid, dort lag er in der Flur III. Ohligs. Der nach der Statistik und Topographie des Regierungsbezirks Düsseldorf als Hofstadt kategorisierte Ort besaß zu dieser Zeit sechs Wohnhäuser, sechs landwirtschaftliche Gebäude und eine Fabrikationsstätte bzw. Mühle mit 30 Einwohnern, davon vier katholischen und 26 evangelischen Bekenntnisses. Die Gemeinde- und Gutbezirksstatistik der Rheinprovinz führt den Ort 1871 mit sieben Wohnhäusern und 49 Einwohnern auf. Im Gemeindelexikon für die Provinz Rheinland von 1888 werden sieben Wohnhäuser mit 40 Einwohnern angegeben. 1895 besitzt der Ortsteil acht Wohnhäuser mit 34 Einwohnern.
Südlich von Kuckesberg wurde Anfang der 1890er Jahre die Bahnstrecke Düsseldorf–Ohligs trassiert und auf dem Abschnitt von Hilden bis Ohligs 1894 fertiggestellt. Seit 1979/80 diente sie ausschließlich dem S-Bahn-Verkehr, wird seit Dezember 2022 aber auch vom Düssel-Wupper-Express befahren. 
Mit der Städtevereinigung zu Groß-Solingen im Jahre 1929 wurde die Hofschaft Kuckesberg ein Ortsteil Solingens. Auf dem Gelände des ehemaligen Kuckesberger Kottens entstand in den 1960er Jahren das Regenrückhaltebecken Kuckesberg des damaligen Itterverbands, aus dem der Bergisch-Rheinische Wasserverband hervorging. Am Kuckesberg ist heute eines der beiden städtischen Kinderheime ansässig, das andere befindet sich am Kannenhof in Solingen-Mitte.